# Onzième circonscription de Seine-et-Oise
La onzième circonscription de Seine-et-Oise est l'une des dix-huit circonscriptions législatives que compte le département français de Seine-et-Oise, situé en région Île-de-France.

## Description géographique
Le Journal officiel du 13-14 octobre 1958 déterminait la composition de la circonscription :
- Canton du Raincy[1].

## Description historique et politique

### Historique des députations
| Législature | Début de mandat | Fin de mandat  | Député          | Parti politique | Observations                                                                             |
| ----------- | --------------- | -------------- | --------------- | --------------- | ---------------------------------------------------------------------------------------- |
| Ire         | 9 décembre 1958 | 9 octobre 1962 | Pierre Picard   | UNR             | Mandat écourté à la suite d'une dissolution parlementaire décidée par Charles de Gaulle. |
| IIe         | 6 décembre 1962 | 2 avril 1967   | Raymond Valenet | UNR-UDT         | Maire de Gagny                                                                           |

## Historique des élections

### Élections de 1958
| Candidat       | Candidat          | Parti          | Premier tour | Premier tour | Second tour | Second tour |  |
| Candidat       | Candidat          | Parti          | Voix         | %            | Voix        | %           |  |
| -------------- | ----------------- | -------------- | ------------ | ------------ | ----------- | ----------- |  |
|                | Pierre Picard élu | UNR            | 23 856       | 41,11        | 32 784      | 57,15       |  |
|                | André Stil        | PCF            | 16 793       | 28,94        | 17 635      | 30,74       |  |
|                | César Collaveri   | SFIO           | 11 109       | 19,14        | 6 949       | 12,11       |  |
|                | Lucien Doudey     | CNIP           | 3 606        | 6,21         | Retrait     | Retrait     |  |
|                | M. Paris          | Divers         | 2 671        | 4,60         |             |             |  |
|                |                   |                |              |              |             |             |  |
| Inscrits       | Inscrits          | Inscrits       | 75 480       | 100,00       | 75 459      | 100,00      |  |
| Abstentions    | Abstentions       | Abstentions    | 16 089       | 21,32        | 17 254      | 22,87       |  |
| Votants        | Votants           | Votants        | 59 391       | 78,68        | 58 205      | 77,13       |  |
| Blancs et nuls | Blancs et nuls    | Blancs et nuls | 1 356        | 2,28         | 837         | 1,44        |  |
| Exprimés       | Exprimés          | Exprimés       | 58 035       | 97,72        | 57 368      | 98,56       |  |

Le suppléant de Pierre Picard était Robert Weber, cheminot, ancien conseiller général, conseiller municipal du Raincy.
Pierre Picard quitte le groupe gaulliste, en désaccord avec la politique algérienne du gouvernement, et adhère au Parti libéral européen. Il siège comme non-inscrit de 1960 à 1962.

### Élections de 1962
| Candidat       | Candidat              | Parti          | Premier tour | Premier tour | Second tour | Second tour |  |
| Candidat       | Candidat              | Parti          | Voix         | %            | Voix        | %           |  |
| -------------- | --------------------- | -------------- | ------------ | ------------ | ----------- | ----------- |  |
|                | Raymond Valenet élu   | UNR-UDT        | 23 944       | 42,28        | 31 776      | 54,74       |  |
|                | Michel Vandel         | PCF            | 19 389       | 34,24        | 26 268      | 45,26       |  |
|                | Alfred-Marcel Vincent | SFIO           | 6 189        | 10,93        | Retrait     | Retrait     |  |
|                | Pierre Picard sortant | Radcent        | 5 562        | 9,82         | Retrait     | Retrait     |  |
|                | Gabriel Ladmiral      | Radsoc         | 1 544        | 2,73         |             |             |  |
|                |                       |                |              |              |             |             |  |
| Inscrits       | Inscrits              | Inscrits       | 80 841       | 100,00       | 80 814      | 100,00      |  |
| Abstentions    | Abstentions           | Abstentions    | 22 828       | 28,24        | 19 846      | 24,56       |  |
| Votants        | Votants               | Votants        | 58 013       | 71,76        | 60 968      | 75,44       |  |
| Blancs et nuls | Blancs et nuls        | Blancs et nuls | 1 385        | 2,39         | 2 924       | 4,8         |  |
| Exprimés       | Exprimés              | Exprimés       | 56 628       | 97,61        | 58 044      | 95,2        |  |

Le suppléant de Raymond Valenet était Gilbert Béthune, agent général d'assurances à Livry-Gargan.